# 地下室マンション
地下室マンション（ちかしつマンション）とは、日本の建築基準法上合法であるが、法改正時に例示されていた専用住宅の地下室利用ではない、高低差のある敷地に半地下形式で建築されるマンション（法的には共同住宅）。地下マンション、傾斜地マンションともいう。

## 誕生の経緯

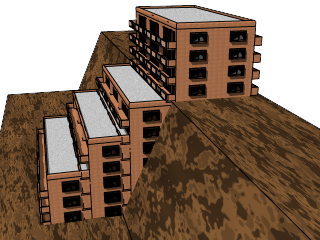
地下室マンション（地上4階地下5階）の概念図

1994年の建築基準法改正により、住宅の地階のうち、延べ面積の1/3以下の面積を容積率に含めないという規制緩和がなされた。この「住宅」に専用住宅と共同住宅の別はなく、法改正により、従来では建設コストがかさみ敬遠されていた傾斜地に容積に算入されない地下部分を多く含んだマンションを建てて分譲すれば価格競争力のある物件となりうることに開発業者が着眼した。
これによって傾斜地の周辺に住む住民から見れば従前の法の下では建築できない、例えば地上4階と地下3階を足した7階建てにもなるようなボリュームの建物が相次いで誕生することになった。
また、地上か地下かの区分は敷地の平均地盤面によって決定されるため、盛土をして「地下」部分の範囲を広げる（平均地盤面を高くする）など、より有利な建築となる操作が加わることもある。

## 問題点
これまでは傾斜地のため建築しにくく、山林として放置されていた土地が宅地として有効利用される格好になるが、従前からの近隣住民にとっては緑地として認識されていた場所が開発されるため、住環境の悪化として問題となることがある。また、災害防止等の観点から問題視されることもあり、地域住民と開発業者とのトラブルに発展しているケースもある。近年では、各地方公共団体が条例で斜面地建築・開発を制限する動きも出てきている。

## 法規面からの注釈
1. ↑  建築基準法では、室内の床から天井までの高さの1/3が地盤面下である階を地下階として定義している。（建物周囲が地盤面に接する位置の平均で算定する）このため、ベランダ側が地盤に埋まっていなくとも階全体のうち1/3が地下に埋まっていれば地下であるとして扱われている。
2. ↑  正確に言えば、3m以内ごとに別の地盤面を定める必要があるため、各階ごとにそれぞれが地下階となる高さに設計上・法規上の地盤面を設定できる。

## 関連サイト
東京都
- 八王子市の八王子市斜面地における建築物の建築の制限に関する条例
- 町田市の町田市斜面地における建築物の建築の制限に関する条例
- 日野市の斜面地における建築物の構造等の制限に関する条例
- 多摩市の多摩市斜面地における建築物の建築の制限に関する条例
- 国分寺市の国分寺市まちづくり条例 84条の2から84条の9

神奈川県
- 横浜市の横浜市斜面地における地下室建築物の建築及び開発の制限等に関する条例
- 川崎市の川崎市斜面地建築物の建築の制限等に関する条例
- 横須賀市の斜面地建築物の構造の制限に関する条例
- 鎌倉市の鎌倉市斜面地等の建築物の構造の制限に関する条例

埼玉県
- 新座市の新座市斜面地建築物の構造の制限に関する条例
- 和光市の和光市斜面地建築物の構造の制限に関する条例
- 志木市の志木市斜面地における建築物の構造の制限等に関する条例

兵庫県
- 神戸市の神戸市民の住環境等をまもりそだてる条例 第19条の2
- 西宮市の斜面地等における建築物の制限に関する条例
- 宝塚市の宝塚市斜面地建築物の制限に関する条例
- 芦屋市の芦屋市斜面地建築物の制限に関する条例

京都府
- 京都市の京都市斜面地等における建築物等の制限に関する条例